# Francesco II Sforza

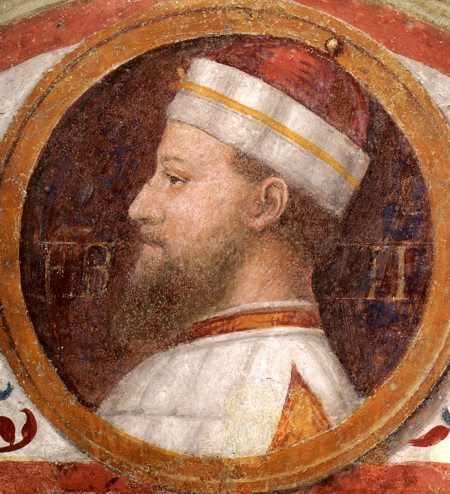
Francesco II Sforza

Francesco II Sforza (4 februari 1495 - 24 oktober 1535), ook bekend als Francesco Maria Sforza, was de laatste onafhankelijke hertog van Milaan van 1521 tot zijn dood. Hij was de zoon van Ludovico Sforza en Beatrice d' Este.
Zijn moeder Beatrice stierf bij de geboorte van een doodgeboren kind op 2 januari 1497. Zijn vader werd in 1499 door de Franse koning Lodewijk XII afgezet en in het kasteel van Loches opgesloten. Daarop vluchtte Francesco met zijn oudere broer Massimiliano naar het hof van keizer Maximiliaan van Oostenrijk, die met Francesco's nicht, Bianca Maria Sforza was gehuwd.
Men verwachtte van Francesco een geestelijke carrière. Francesco, laatste telg van zijn familie, werd door keizer Karel V in 1525 benoemd tot hertog van Milaan, nadat de keizer de Fransen uit Lombardije had verdreven. Milaan was economisch uitgeput door 20 jaar oorlog. Hij bevorderde het cultureel en economisch herstel.
In 1526 ging hij de tweede Heilige Liga aan samen met koning Frans I van Frankrijk, paus Clemens VII en de republiek Florence. 
In 1533 huwde hij Christina van Denemarken, dochter van Christiaan II van Denemarken en Isabella van Habsburg. Hij vocht bij de Slag van Bicocca, en werd lid van de Liga van Cognac tegen Karel V.
Door zijn kinderloze dood in 1535 laaide de Italiaanse Oorlog weer op. Zijn broer Giovanni Paolo won kort  na zijn dood het hertogdom Milaan terug, maar stierf in hetzelfde jaar in geheimzinnige omstandigheden.

## Voorouders
| Voorouders van Francesco II Sforza (1495-1535) | Voorouders van Francesco II Sforza (1495-1535)                   | Voorouders van Francesco II Sforza (1495-1535)                   | Voorouders van Francesco II Sforza (1495-1535)                    | Voorouders van Francesco II Sforza (1495-1535)                    | Voorouders van Francesco II Sforza (1495-1535)                    | Voorouders van Francesco II Sforza (1495-1535)                    | Voorouders van Francesco II Sforza (1495-1535)                         | Voorouders van Francesco II Sforza (1495-1535)                         |
| ---------------------------------------------- | ---------------------------------------------------------------- | ---------------------------------------------------------------- | ----------------------------------------------------------------- | ----------------------------------------------------------------- | ----------------------------------------------------------------- | ----------------------------------------------------------------- | ---------------------------------------------------------------------- | ---------------------------------------------------------------------- |
| Overgrootouders                                | Muzio Sforza (1369-1424) ∞ Lucia Terzani da Marsciano (-)        | Muzio Sforza (1369-1424) ∞ Lucia Terzani da Marsciano (-)        | Filippo Maria Visconti (1392-1447) ∞ Agnese del Maino (1401-1465) | Filippo Maria Visconti (1392-1447) ∞ Agnese del Maino (1401-1465) | Niccolò III d'Este (1630-1694) ∞ Ricciarda di Saluzzo (1635-1666) | Niccolò III d'Este (1630-1694) ∞ Ricciarda di Saluzzo (1635-1666) | Ferdinand I van Napels (1423-1494) ∞ Isabella van Clermont (1424-1465) | Ferdinand I van Napels (1423-1494) ∞ Isabella van Clermont (1424-1465) |
| Grootouders                                    | Francesco Sforza (1401-1466) ∞ Bianca Maria Visconti (1660-1690) | Francesco Sforza (1401-1466) ∞ Bianca Maria Visconti (1660-1690) | Francesco Sforza (1401-1466) ∞ Bianca Maria Visconti (1660-1690)  | Francesco Sforza (1401-1466) ∞ Bianca Maria Visconti (1660-1690)  | Ercole I d'Este (1431-1505) ∞ Leonora van Napels (1450-1493)      | Ercole I d'Este (1431-1505) ∞ Leonora van Napels (1450-1493)      | Ercole I d'Este (1431-1505) ∞ Leonora van Napels (1450-1493)           | Ercole I d'Este (1431-1505) ∞ Leonora van Napels (1450-1493)           |
| Ouders                                         | Ludovico Sforza (1452-1508) ∞ Beatrice d'Este (1475-1497)        | Ludovico Sforza (1452-1508) ∞ Beatrice d'Este (1475-1497)        | Ludovico Sforza (1452-1508) ∞ Beatrice d'Este (1475-1497)         | Ludovico Sforza (1452-1508) ∞ Beatrice d'Este (1475-1497)         | Ludovico Sforza (1452-1508) ∞ Beatrice d'Este (1475-1497)         | Ludovico Sforza (1452-1508) ∞ Beatrice d'Este (1475-1497)         | Ludovico Sforza (1452-1508) ∞ Beatrice d'Este (1475-1497)              | Ludovico Sforza (1452-1508) ∞ Beatrice d'Este (1475-1497)              |